# Färöischer Fußballpokal der Frauen 2004
Der Färöische Fußballpokal der Frauen 2004 fand zwischen dem 18. April und 3. Juli 2004 statt und wurde zum 15. Mal ausgespielt. Im Endspiel, welches im Tórsvøllur-Stadion in Tórshavn auf Naturrasen ausgetragen wurde, siegte Titelverteidiger KÍ Klaksvík mit 15:0 gegen EB/Streymur und konnte den Pokal somit zum dritten Mal in Folge gewinnen.
KÍ Klaksvík und EB/Streymur belegten in der Meisterschaft die Plätze eins und fünf, dadurch erreichte KÍ Klaksvík das Double. Für KÍ Klaksvík war es der vierte Sieg bei der achten Finalteilnahme, für EB/Streymur die erste Finalteilnahme überhaupt.

## Teilnehmer
Teilnahmeberechtigt waren folgende acht A-Mannschaften der ersten und zweiten Liga:
| 1. Deild                                                                           | 2. Deild    |
| AB Argir B36 Tórshavn EB/Streymur FS Vágar GÍ Gøta/B68 Toftir KÍ Klaksvík SÍ Sumba | HB Tórshavn |

## Modus
Durch die Reduzierung des Teilnehmerfeldes auf acht Mannschaften wurde direkt mit dem Viertelfinale begonnen. Alle Runden wurden im K.-o.-System ausgetragen.

## Viertelfinale
Die Viertelfinalpartien fanden am 18. April statt.
|              | Ergebnis  |                    |
| ------------ | --------- | ------------------ |
| AB Argir     | 2:1 (1:0) | GÍ Gøta/B68 Toftir |
| B36 Tórshavn | 1 w/o 1   | SÍ Sumba           |
| EB/Streymur  | 2 w/o 2   | HB Tórshavn        |
| FS Vágar     | 0:5 (0:2) | KÍ Klaksvík        |

## Halbfinale
Die Hinspiele im Halbfinale fanden am 7. Mai statt, die Rückspiele am 23. Mai.
|              | Gesamt    |             | Hinspiel  | Rückspiel |
| ------------ | --------- | ----------- | --------- | --------- |
| AB Argir     | (a)2:2(a) | EB/Streymur | 1:2 (0:1) | 1:0 (1:0) |
| B36 Tórshavn | 1:3       | KÍ Klaksvík | 0:0       | 1:3 (0:2) |

## Finale
| Paarung        | KÍ Klaksvík – EB/Streymur |
| Ergebnis       | 15:0 (10:0) |
| Datum          | 3. Juli 2004 |
| Stadion        | Tórsvøllur, Tórshavn |
| Schiedsrichter | Edvard Højgaard (Runavík) |
| Tore           | 01:0 Rannvá B. Andreasen (6.) 02:0 Kristina Eyðbjørnsdóttir (12.) 03:0 Malena Josephsen (15.) 04:0 Bára S. Klakstein (17.) 05:0 Malena Josephsen (19.) 06:0 Malena Josephsen (21.) 07:0 Vivian Bjartalíð (25.) 08:0 Malena Josephsen (26.) 09:0 Malena Josephsen (30.) 10:0 Malena Josephsen (45.) 11:0 Malena Josephsen (52.) 12:0 Malena Josephsen (54.) 13:0 Rannvá B. Andreasen (62.) 14:0 Vivian Bjartalíð (69.) 15:0 Malena Josephsen (78.) |
| KÍ Klaksvík    | Randi Wardum – Ann Olsen, Jensa Sirdal (81. Annelisa Justesen), Ragna B. Patawary (55. Anna Joensen/Kate Kalsø), Paula Mikkelsen (55. Anna Joensen/Kate Kalsø) – Bára S. Klakstein, Vivian Bjartalíð, Elsa Maria Simonsen – Rannvá B. Andreasen, Kristina Eyðbjørnsdóttir, Malena Josephsen Cheftrainer: Jón Harald Poulsen |
| EB/Streymur    | Fríða Ellingsgaard – Herfríð Hammer, Frida A. Gregersen, Lydia V. Vesturtún , Doris í Garði Joensen (55. Eilin Mørkøre), Evy Olsen, Maria í Brekkunum (85. Guðrið Samuelsen), Sandra Kallsoy, Judith Jacobsen (46. Rigmor B. Zachariassen), Maria Zachariassen, Rudi Zachariassen |
| Gelbe Karten   | keine – Rudi Zachariassen |

## Torschützenliste
| Platz | Spieler                 | Verein      | Tore |
| ----- | ----------------------- | ----------- | ---- |
| 1     | Malena Josephsen        | KÍ Klaksvík | 11   |
| 2     | Rannvá B. Andreasen     | KÍ Klaksvík | 05   |
| 3     | Vivian Bjartalíð        | KÍ Klaksvík | 03   |
| 4     | Elin Kathrina Haraldsen | AB Argir    | 02   |